# 卡平特里亚 (加利福尼亚州)
卡平特里亚（英語：Carpinteria），是美国加利福尼亚州圣巴巴拉县下属的一座城市。建市于1965年9月28日，面积大约为2.59平方英里（6.7平方公里）。根据2010年美国人口普查，该市有人口13,040人。